# إم بي إي جي-إتش
إم بي إي جي-إتش هي مجموعة من المعايير الدولية قيد التطوير من قبل ISO/IEC مجموعة خبراء الصور المتحركة (MPEG). لديها «أجزاء» مختلفة - يمكن اعتبار كل منها معيارًا منفصلاً. وتشمل هذه المعايير بروتوكولات نقل الوسائط، ومعيار ضغط الفيديو، ومعيار ضغط الصوت، ومعيار حاوية تنسيق الملفات الرقمية، وثلاث حزم برمجيات مرجعية، وثلاثة معايير اختبار المطابقة، والتقنيات والتقارير ذات الصلة. تُعرف مجموعة المعايير رسميًا باسم ISO / IEC 23008 - تشفير عالي الكفاءة وتسليم الوسائط في بيئات غير متجانسة. بدأ تطوير المعايير في حوالي عام 2010، وتم نشر أول معيار معتمد بالكامل في المجموعة في عام 2013. وقد تم تعديل معظم المعايير في المجموعة عدة مرات لإضافة ميزات إضافية موسعة منذ إصدارها الأول.

## وصلات خارجية
- موقع MPEG